# Cuezva
Cuezva es una localidad situada en la provincia de Burgos, comunidad autónoma de Castilla y León (España), comarca de Las Merindades, partido judicial de Villarcayo, ayuntamiento de Valle de Tobalina.
La localidad se compone principalmente de viviendas construidas en piedra, de dos a tres plantas de altura, bien conservadas.
Existe una fuente de agua fresca y un antiguo lavadero. Sus calles confluyen en la llamada Plaza de Bolos situada en el centro de la población.
Se conserva la antigua escuela, en la actualidad utilizada como centro de reunión.
Existió un horno de pan comunal que actualmente se observa en mal estado.
Sus tierras se destinan principalmente al cultivo de cereal. En las parcelas más próximas al núcleo urbano hay huertas y árboles frutales. Hubo en el pasado tradición vinícola.

## Geografía
En la zona sur del Valle de Tobalina, en el enclave denominado “El Sopellano”. En el valle del Ebro, entre la Sierra de Arcena al norte y la Sierra de Pancorbo al sur.; a 40 km de Villarcayo, cabeza de partido, y a 81 de Burgos.
Situado en la estrecha franja de terreno que dista entre el Rio Ebro y el Parque Natural Montes Obarenes - San Zadornil, destaca la zona boscosa inmediatamente al sur, dada la proximidad del núcleo al monte. 
Goza de unas imponentes vistas del Pico Humión.

## Situación administrativa
En las elecciones locales de 2023 el único candidato a las mismas se presentó por el partido “Vivir en Tobalina”.

## Demografía
Evolución de la población
| Gráfica de evolución demográfica de Cuezva entre 2000 y 2017       |
|                                                                    |
| Población de derecho (2000-2017) según el padrón municipal del INE |

## Historia
Aparece citada en el siglo XII como Cuebze y en 1267 con el nombre actual.
Villa , en el Valle de Tobalina, en el partido de Castilla la Vieja en Burgos, jurisdicción de señorío, ejercida por el Duque de Frías quien nombraba su alcalde ordinario.
A la caída del Antiguo Régimen queda agregado al ayuntamiento constitucional de Valle de Tobalina , en el Partido de Villarcayo perteneciente a la región de Castilla la Vieja.
Así se describe a Cuezva en el tomo VII del Diccionario geográfico-estadístico-histórico de España y sus posesiones de Ultramar, obra impulsada por Pascual Madoz a mediados del siglo XIX:

Villa en la provincia, diócesis, audiencia territorial y capitanía general de Burgos (12 leguas), partido judicial de Villarcayo (2), ayuntamiento titulado del valle de Tobalina; Situada en terreno pedregoso, donde le combaten todos los vientos; el clima aunque frío, es bastante saludable. Tiene 11 casas, una iglesia bajo la advocación de San Saturnino, aneja de la parroquia de Montejo de Cebas; 2 ermitas dedicadas a San Roque y San Cristóbal; un cementerio en paraje ventilado, y una fuente en el término de aguas muy frías. Confina N el río Ebro; E y S Garoña, y O Montejo de Cebas. El terreno es de mediana calidad, bañándolo el mencionado río Ebro. Los caminos son de pueblo a pueblo, y la correspondencia se recibe de Frías por valijero. Producciones: pocos cereales, uvas, nueces y frutas de varias especies; ganado cabrío; caza de perdices, y pesca de truchas, barbos y anguilas. Industria: la agrícola. Población: 4 vecinos, 15 almas. Capital productivo: 9.200 reales. Imponible: 283.
Diccionario geográfico-estadístico-histórico de España y sus posesiones de Ultramar

## Fiestas y costumbres
Fiesta local el día 29 de noviembre, festividad de San Saturnino.
Sin embargo se celebra el último fin de semana de agosto para facilitar la asistencia de veraneantes.

## Parroquia
Iglesia católica de San Millán Abad, en Montejo de Cebas, dependiente de la parroquia de la ciudad de Frías en el Arciprestazgo de Medina de Pomar, diócesis de Burgos.
Sin embargo Cuezva dispone de su propia Iglesia, compuesta de dos naves, una de origen románico aledaña a otra de planta gótica. La iglesia está dedicada a San Saturnino. 
Durante décadas fue víctima del expolio.